# Говорово (Тверська область)
Говорово (рос. Говорово) — присілок в Конаковському районі Тверської області Російської Федерації.
Населення становить 7 осіб. Входить до складу муніципального утворення Первомайське сільське поселення.

## Історія
Від 2005 року входить до складу муніципального утворення Первомайське сільське поселення.

## Населення
| 2010 |
| ---- |
| 7    |